# Pop'n Pop
Pop'n Pop (ぽっぷんぽっぷ Poppunpoppu?) es un videojuego arcade y consola lógica por Taito en febrero de 1998 solo en Japón. Fue portados para los Formatos de PlayStation y Game Boy Color.

## Modo de Juego
Su modo de juego puede ser descrito como un híbrido de Puzzle Bobble y Space Invaders. Filas de globos de colores avanzar por la pantalla, y el jugador debe disparar sus propios globos en ellos. Cuando tres globos del mismo color coinciden, desaparecen.

## Personajes
| Nombre    | Juego                 | Actor de voz    |
| --------- | --------------------- | --------------- |
| Ptolemy   | The Fairyland Story   | Etsuko Kozakura |
| Hipopo    | Liquid Kids           | Etsuko Kozakura |
| Bob       | Don Doko Don          | Matsuo Matsuo   |
| Tiki      | The New Zealand Story | Kawasumi Ayako  |
| Bob y Bub | Bubble Bobble         | Yoko Kaneko     |
| Sayo-Chan | Kiki KaiKai           | Kawasumi Ayako  |
| Sayo-Chan | Kiki KaiKai           | Kawasumi Ayako  |
| Drunk     | Bubble Bobble         | Motoko Kumai    |
| Chack'n   | Chack'n Pop           | Kawasumi Ayako  |

## Versiones
La versión original del juego contó con personajes de los juegos de Taito como Rainbow Islands: The Story of Bubble Bobble 2, KiKi KaiKai, Don Doko Don y The NewZealand Story, y fue lanzado en todo el mundo en las máquinas recreativas y en Japón y Europa para la PlayStation y Game Boy Color. Como las Versiones de PlayStation y Game Boy Color se añaderon los personajes addicionales de Taito como, Bubblun de Bubble Symphony, Ptolemy de The Fairyland Story, Chack'n de Chack'n Pop, Hipopo de Liquid Kids, y Drunk de Bubble Bobble. Chack'n, Hipopo y Drunk fueron ocultados en la versión de PlayStation, pero inicialmente son jugable en la versión de Game Boy Color. La versión de Game Boy Color fue lanzado en América del Norte con los personajes del oso Yogui, con el título Yogi Bear: Great Balloon Blast. La versión de PC de Pop'n Pop fue lanzado en el Reino Unido por Vektorlogic Ltd. en 2001, bajo licencia de Taito, con gráficos adaptados.
La versión original de arcade también apareció en la Xbox y PC de Taito Legends 2, aunque falta el Arcade y Salida de vídeo de exploración forrado 15 kHz de PlayStation (que cuentan con gráficos instantaneados) y hasta la fecha no se ha recogido en cualquiera de los recopilatorios japoneses de Taito Memories. La versión de PlayStation fue relanzada en la PlayStation Network el 13 de enero de 2009 en Japón.